# Mahafalytenus
Genre
Mahafalytenus est un genre d'araignées aranéomorphes de la famille des Viridasiidae.

## Distribution
Les espèces de ce genre sont endémiques de Madagascar.

## Description
Les espèces de ce genre mesurent de 7,7 à 15,9 mm.

## Liste des espèces
Selon World Spider Catalog (version 24.0, 09/07/2023) :
- Mahafalytenus fo Silva-Dávila, 2007
- Mahafalytenus fohy Silva-Dávila, 2007
- Mahafalytenus hafa Silva-Dávila, 2007
- Mahafalytenus isalo Silva-Dávila, 2007
- Mahafalytenus osy Silva-Dávila, 2007
- Mahafalytenus paosy Silva-Dávila, 2007
- Mahafalytenus tsilo Silva-Dávila, 2007

## Étymologie
Le genre est composé de Mahafaly et de Ctenus.

## Systématique et taxinomie
Ce genre a été décrit par Silva-Dávila en 2007 dans les Ctenidae. Il est placé dans les Viridasiidae par Azevedo, Bougie, Carboni, Hedin et Ramírez en 2022.

## Publication originale
- Silva-Dávila, 2007 : « Mahafalytenus, a new spider genus from Madagascar (Araneae, Ctenidae). » Proceedings of the California Academy of Sciences, vol. 58, no 5, p. 59-98 (texte intégral).